# Skiptárfoss
De Skiptárfoss is een waterval op IJsland. Aan de zuidzijde van de Westfjorden stroomt de Skiptá in de Kjálkafjörður, dat weer deel van de Breiðafjörður uitmaakt. De Skiptárfoss is geen belangrijke waterval, maar het wel een vrij hoge waterval die aan de bovenzijde gesluierd is. Aan het eind van de zomer stroomt er bijna geen water meer in het riviertje.